# NGC 7655
NGC 7655 este o galaxie lenticulară situată în constelația Indianul. A fost descoperită în 24 iulie 1835 de către John Herschel. Se află la o distanță de 290,3095 de parseci de Pământ.